# Союз малих народів Поволжя

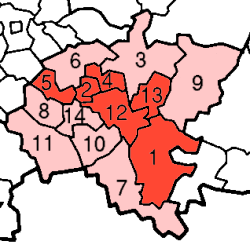
Для представлених у Союзі народів пізніше були створені республіки Чувашія (2), Марій Ел (4), Мордовія (5), Удмуртія (13)

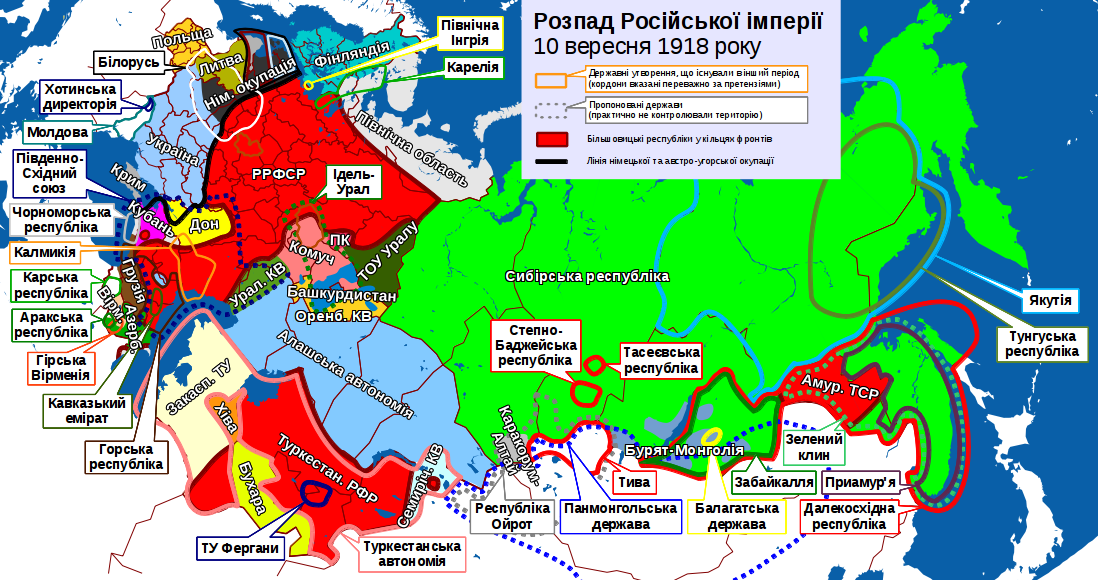
Поволжя на карті розпаду Російської імперії у вересні 1918

Союз малих народів Поволжя (рос. Союз мелких народностей Поволжья) — національно-політична організація, що об'єднувала чувашів, марійців, удмуртів, кряшен та інші народи Поволжя у 1917–1918 роках.

## Історія
Товариство було створене у місті Казань 22 березня 1917 року. Серед членів товариства домінували чуваші: в організаційних зборах взяли участь 150 чувашів, 43 марійці, 26 кряшен, 7 удмуртів, 2 мокшанина, по одному калмику, башкиру, латишу, естонцю, фіну, якуту. Станом на серпень 1917 року у секціях Союзу писалися: у чуваській — 193 учасники, у кряшенській — 27, у черемиській — 43, у мордовській — 2 людини. До спочутливих додалися росіяни, татари та українець.
З серпня 1917 року Товариство змінило назву на Союз. Організація ставила перед собою культурно-просвітницькі та господарчі цілі. За її рішеннями були скликані З'їзди малих народів Поволжя в Казані та Загальночуваський національний з'їзд. Союз було ліквідовано у липні 1918 року.

## З'їзди малих народів Поволжя
Перший з'їзд відбувся 17-22 травня, і зібрав понад 500 делегатів: чуваші, марійці, удмурти, калмики, кряшени, ерзя і мокша, комі та комі-пермяки. Працювали чуваська, черемиська (марійська), хрещених татар (кряшенська), вотська (удмуртська) та мордовська секції. Були прийняті рішення про земельне питання, самоврядування, переведення освіти, богослужіння та судочинства на національні мови, а також про надання політичної та культурної автономії народам.
Другий з'їзд 1-4 серпня постановив, що політичні сили волзьких народів візьмуть участь у виборах до Установчих зборів власними національними списками. Інші рішення стосувалися національної освіти та утворення коаліційного національного комітету при Казанському військовому окрузі. Була прийнята відозва «Вільним громадянам Великої Батьківщини — братам чувашам, марі, ерзі, мокші, вотякам, зирянам, пермякам та ін.»
Третій з'їзд 14 червня 1918 року обговорював питання національної освіти та проєкту Татаро-Башкирської радянської республіки, щодо якого він виніс негативне рішення.

## Учасники з'їздів

### Марі
- Адаєв Дмитро Ількович